# 1949
Cette page concerne l'année 1949 (MCMXLIX) en chiffres romains) du calendrier grégorien.
L'année 1949 est une année commune qui commence un samedi.

## En bref
- 1er octobre : Mao Zedong proclame la république populaire de Chine.
- 27 décembre : indépendance de l’Indonésie.

## Relations internationales
- 4 avril : signature à Washington du Pacte Atlantique, lequel crée une alliance militaire entre 12 pays occidentaux (l’OTAN) dont les États-Unis, le Royaume-Uni, la France, la Belgique, les Pays-Bas, le Luxembourg, l’Italie, le Portugal, le Danemark, l’Islande, la Norvège et le Canada. Ce traité a pour but de prévenir une éventuelle agression des pays communistes, les pays signataires s’engageant à se porter secours en cas d’attaque contre l’un d’eux. Ce traité institutionnalise la guerre froide et a pour conséquence six ans plus tard la création du pacte de Varsovie.
- 12 août : signature des conventions de Genève.
- 2 décembre : adoption par l’Assemblée générale des Nations unies de la Convention pour la répression et l’abolition de la traite des êtres humains et de l’exploitation de la prostitution d’autrui, résolution 317 (IV) du 2 décembre 1949.

## Événements

### Afrique
- 6 février : émeutes à Treichville en Côte d’Ivoire : les dirigeants du Rassemblement démocratique africain sont emprisonnés[1].
- 17-18-19 mars : congrès de la Fédération des cheminots africains tenu à Cotonou à la suite de la grève du Chemin de fer de Dakar au Niger de 1947-1948. Création d’un Syndicat autonome des cheminots de l’AOF, par sécession avec la CGT[2].
- 19-20 mars : création du club omnisports le Raja Club Athletic.
- 25-26 avril : émeutes au Buganda organisées par le Bataka Party[3].
- Avril-décembre : crise berbériste au sein de la Fédération de France du MTLD, opposant les adeptes de l’Algérie arabe aux partisans de l’Algérie algérienne (berbéristes). Le Parti du peuple algérien dissout la Fédération de France du MTLD[4].
- 12 juin : naissance à Accra du Convention People's Party (CPP) d’une dissidence de l’UGCC (United Gold Coast Convention (en)), dirigé par Kwame Nkrumah[5]. Il s’appuie sur une base plus radicale essentiellement composée des différents mouvements de jeunesse du territoire regroupés au sein du CYO (Commitee of Youth Organisation).
- 29 juin : Mixed Marriages Acts. Interdiction des mariages mixtes entre Européens et non-Européens en Afrique du Sud[6].
- 11 juillet : l’Afrique du Sud incorpore le Sud-Ouest africain (Namibie) sans l’autorisation des Nations unies[7].
- 26 octobre : en Gold Coast, le projet de réforme Coussey renvoie l’autonomie à une date indéterminée ce qui provoque des troubles violents[8].
- 18 novembre : la répression par la police de la grève des mines de charbon d’Enugu (22 morts et une cinquantaine de blessés), provoque des émeutes au Nigeria[9].
- 21 novembre : l’ONU vote l’indépendance de la Libye et de la Somalie. La Libye doit devenir indépendante avant le 1er janvier 1952, la Somalie est placée pendant 10 ans sous tutelle italienne avant de devenir indépendante[10].
- 22-24 décembre : marche des femmes sur Grand-Bassam pour convaincre les autorités coloniales françaises de libérer des responsables du Parti démocratique de Côte d'Ivoire emprisonnés sans jugement[11].

### Amérique
- 5 mars, Mexique : pour la première fois depuis les expropriations de 1938, deux compagnies pétrolières américaines reçoivent la permission d’effectuer des forages sous le contrôle de la Pemex[12].

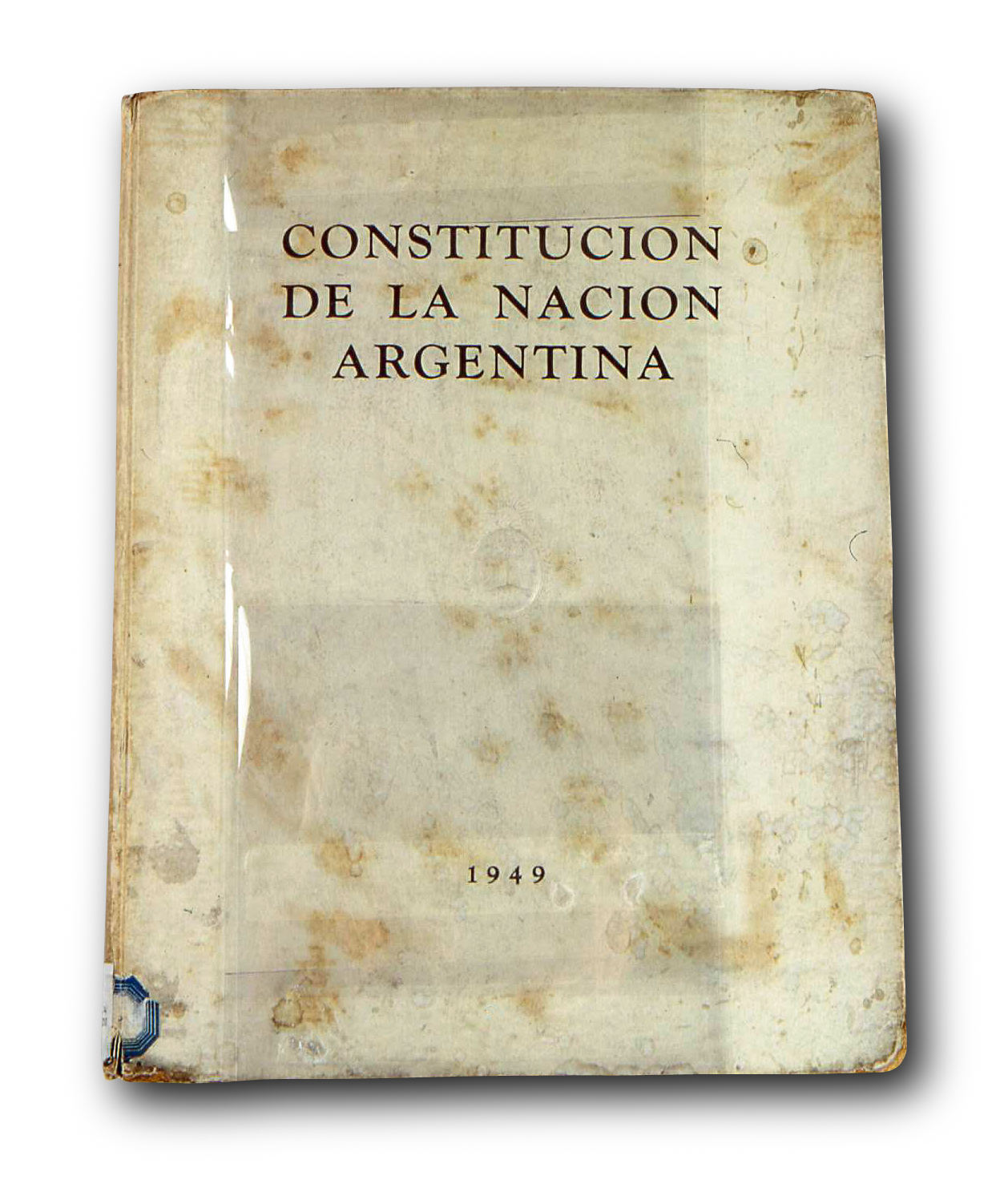
11 mars : constitution de l’Argentine.

- 11 mars : nouvelle constitution en Argentine[13].

- 5 août : un tremblement de terre de magnitude 6,8 provoque 6 000 victimes à Ambato en Équateur[14].

- 8 septembre : violents désordres à la Chambre des Représentants en Colombie. Un député libéral est tué par un député conservateur et un autre libéral, Jorge Soto del Corral, ancien ministre des Relations extérieures, est gravement blessé. Les incidents se multiplient entre libéraux et conservateurs. Le 9 novembre, le président Ospina décrète l’état de siège[15].
- 9 septembre: tragédie aérienne de Sault-au-Cochon. Un DC-3 de la Quebec Airways s’écrase à une soixantaine de kilomètres à l’est de Québec, provoquant 23 morts[16]. Une bombe était placée dans le compartiment à bagages. Il s’agit du premier attentat aérien en Occident.
- 22 septembre : l’annonce de la première explosion nucléaire soviétique provoque la décision de Truman de lancer une politique de réarmement[17].
- 28 septembre : fondation du PGT (Partido guatemalteco del trabajo), parti communiste du Guatemala[18].

- 7 novembre : constitution du Costa Rica, qui devient le premier pays à abolir l’armée comme institution permanente[19].
- 8 novembre : Figueres remet le pouvoir à Ulate au Costa Rica[19] (fin en 1953).
- 27 novembre : le conservateur Laureano Gómez est élu président en Colombie au cours d’une élection anticipée à laquelle les libéraux ont refusé de participer (début de mandat le 7 août 1950). La tension s’aggrave[15].
- 20 décembre : élections législatives jamaïcaines[20].

### Asie et Pacifique
- 1er janvier, guerre Indo-Pakistanaise : cessez-le-feu au Cachemire, entre les troupes indiennes et pakistanaises sous l’égide de l’ONU. Le Cachemire est coupé en deux[21]. L’Inde reçoit l’État de Jammu-et-Cachemire (101 387 km2), le Pakistan l’Azad Kashmir (« Cachemire libre », 78 114 km2).
- 14 janvier, Indochine : le blocus du Transbassac (plaines occidentales du delta du Mékong) par les troupes françaises est décidé par le général Boyer de Latour pour couper l’approvisionnement en riz du Việt Minh[22].
- 20 janvier : deuxième conférence de New Delhi pour mettre fin à la répression néerlandaise en Indonésie. Le 23 janvier, Nehru communique au Conseil de sécurité des Nations unies une résolution qui tend à affermir indépendance indonésienne[23]. À l’ONU, l’Inde participe à la constitution du groupe afro-asiatique qui condamne notamment l’action de la France en Indochine.
- 26 janvier, Indonésie : premier vol d’un appareil de la société de navigation aérienne Garuda Indonesian Airways[24]. Elle se substitue à la KLM mais dépend de l’étranger pour le matériel et pour le personnel.
- 31 janvier : début de la révolte des Karens lancée par l’Union nationale karen en Birmanie. En février, Naw Seng, capitaine du 1er régiment Kachin, et vainqueur de la guérilla communiste, se mutine et se joint aux Karens dont il commande les troupes dans le centre du pays[25].
- 8 mars : accords de l’Élysée (échange de lettres entre Vincent Auriol et Bảo Đại). L’indépendance de l’État du Viêt Nam est à nouveau proclamée par la France, avec pour chef d’État Bảo Đại qui rentre au Viêt Nam le 24 avril et installe sa capitale à Đà Lạt[26]. Il forme un gouvernement le 1er juillet[27]. Le Việt Minh refuse de le reconnaître.
- 28 avril : déclaration de Londres. Admission de l’Inde au sein du Commonwealth[28].
- 11 mai : le royaume de Siam, qui avait repris ce nom en 1945, reprend le nom de Prathet Thai ou Thaïlande[29].
- 16 mai, Japon : création de l’indice boursier tokyoïte Nikkei 225[30].

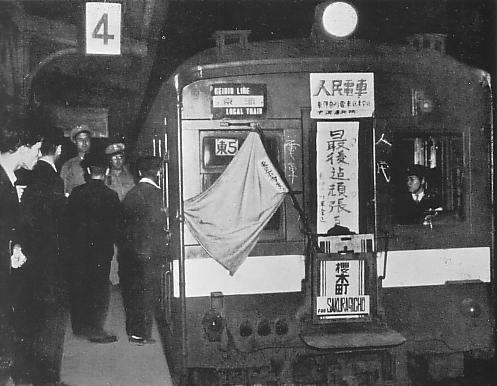
9 juin : grève des chemins de fer japonais.

- 9 juin : début d’une grève des chemins de fer japonais après l’annonce le 1er juin de la réorganisation de la Société gouvernementale des chemins de fer japonais qui devient la JNR. MacArthur, d’abord favorable à la renaissance du parti communiste japonais, se tourne contre lui. Le 11 juin, il ordonne la reprise du travail[31].
- 19 juin : référendum à Chandernagor, dont la population vote pour le rattachement avec l’Inde qui prend en charge l'administration du territoire dès le 2 mai 1950[32].
- 29 juin : évacuation par les Américains de la Corée du Sud[33].
- 4 juillet : annonce du licenciement de 37 000 travailleurs des chemins de fer au Japon. Le commandant suprême des forces alliées au Japon, MacArthur, au plus fort des violences ouvrières, pose publiquement la question de la légalité du Parti communiste japonais[34].
- 5-6 juillet : mort mystérieuse de Sadanori Shimoyama, président des Chemins de fer nationaux japonais[34] (incident Shimoyama).
- 10 juillet : séisme de Khait au Tadjikistan[35].
- 15 juillet : annonce du renvoi de 63 000 travailleurs des chemins de fer au Japon. Le soir même, un déraillement à Mitaka fait de nombreux tués et blessés[34] (incident Mitaka).
- 19 juillet : indépendance partielle du Royaume du Laos dans le cadre de l’Union française[36].
- 3 août, Indonésie : après que le Conseil de sécurité des Nations unies a ordonné un nouveau cessez-le-feu, Yogyakarta est évacuée et les gouvernements indonésiens et hollandais donnent l’ordre de mettre fin aux hostilités[37],[38].
- 7 août : Kartosuwirjo proclame dans l’ouest de Java la création d’un Negara Islam Indonesia (« état islamique indonésien »)[39]. Le mouvement, appelé Darul Islam, va gagner le sud de Célèbes et Aceh.
- 8 août : traité de Darjeeling entre l’Inde et le Bhoutan. L’Union Indienne guide les relations extérieures du Bhoutan mais s’engage à ne pas intervenir dans les affaires intérieures[40].

17 août : déraillement d’un train à la gare de Matsukawa (incident Matsukawa).

- 17 août, Japon : un train de voyageurs de la ligne Tohoku-Tokyo déraille près de la gare de Matsukawa, à la suite d'un sabotage[34] (incident Matsukawa).
- 2 novembre : à la conférence de la Table ronde de La Haye (ouverte le 23 août), les Hollandais acceptent de transférer la souveraineté sur la totalité de l’Indonésie, excepté la Nouvelle-Guinée occidentale, à la république des États-unis d’Indonésie avant la fin de l’année[41]. L’union toute symbolique avec les Pays-Bas sera dissoute officiellement en 1954.
- 8 novembre : indépendance limitée du Royaume du Cambodge vis-à-vis de la France[26].
- 26 novembre : l’Assemblée constituante indienne adopte une Constitution[42].
- 10 décembre : élections fédérales australiennes. Le libéral Robert Menzies redevient Premier ministre[43].
- 14 décembre : une Constitution provisoire des États-Unis d’Indonésie est promulguée. Ils réunissent 16 États confédérés[38].
- 16 décembre : Soekarno est nommé président de la république fédérale des États-Unis d’Indonésie[44].
- 19 décembre : loi sur l’enseignement en Indonésie ; création de l’université Gadjah Mada, première université créée par le gouvernement indonésien à Yogyakarta[45]. Un plan de dix ans sur l’enseignement est mis en application en 1951. Des écoles et des universités sont aménagées. Leurs effectifs sont multipliés. Des actions sont menées pour lutter contre l’analphabétisme des adultes (Service d’Éducation des masses). Des progrès sont rapidement réalisés[46].

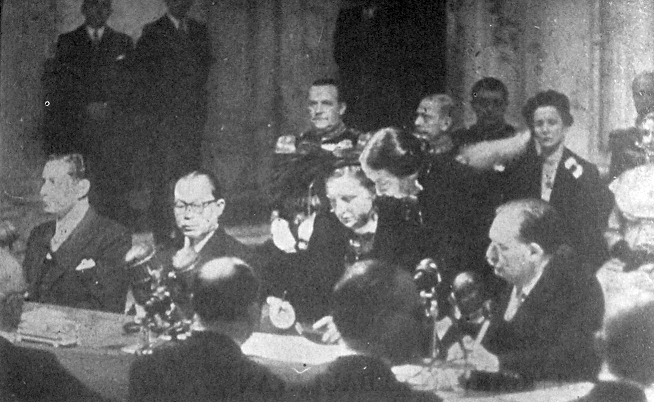
27 décembre : transfert de souveraineté pour l’Indonésie. Fin de la Révolution nationale indonésienne.

- 27 décembre : à Amsterdam, la reine Juliana des Pays-Bas et Mohammad Hatta procèdent au transfert de souveraineté pour l’Indonésie, dont l’indépendance devient effective[44].
- 30 décembre : conventions signées à Saïgon par Bảo Đại et Léon Pignon, haut-commissaire de France en Indochine sur la souveraineté de l’État du Viêt Nam dans le cadre de l’Union française[47].
- 31 décembre : création des conseils de villages en Papouasie-Nouvelle-Guinée[48].

#### Chine
- 15 janvier, guerre civile chinoise : les communistes prennent Tianjin[49].
- 21 janvier : démission de Tchang Kaï-chek de son poste de président de la république de Chine ; il conserve la direction du Kuomintang. Li Zongren assure l’intérim de la présidence[49].
- 22 janvier : reddition du général nationaliste Fu Zuoyi encerclé dans Pékin[49]. Les communistes contrôlent virtuellement la Chine au nord du Yangzi Jiang[50].
- 31 janvier : l’Armée populaire de libération entre triomphalement dans Pékin[49].

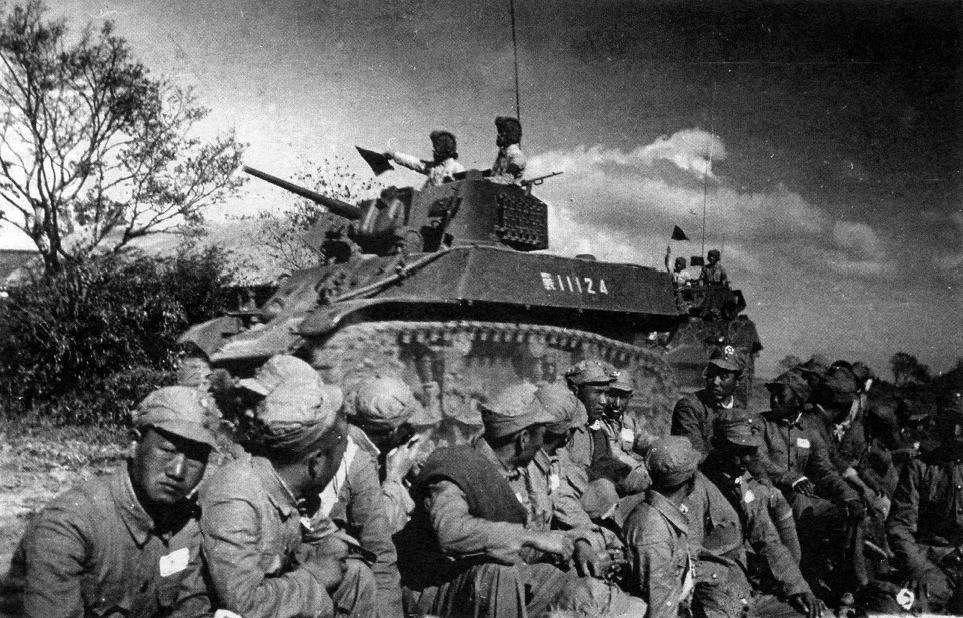
L’Armée populaire de libération près du Yangzi Jiang.

- 20 avril : les troupes communistes franchissent le Yangzi Jiang ; l’artillerie communiste attaque la frégate britannique Amethyst sur le fleuve[51].
- 23 avril : prise de Nankin, la capitale nationaliste, par l’Armée populaire de libération de Mao Zedong[52].
- 15 mai : prise de Wuhan par les communistes chinois[52].
- 25 mai : prise de Shanghai par les communistes chinois[52].
- 8 juillet : devant l’imminence de la prise du pouvoir par les communistes en Chine, le gouvernement tibétain expulse tous les fonctionnaires chinois, soupçonnés d’espionnage[53]. Le nouveau gouvernement chinois considère que le Tibet fait partie intégrante de la Chine et la radio chinoise déclare que le Tibet doit être libéré « du joug impérialiste britannique ».
- 31 juillet : fin de l’incident du Yangzi. L’Amethyst force le blocus et s’échappe du fleuve[51].
- 21 au 28 septembre : première Conférence consultative politique du peuple chinois (CCPPC), à Pékin, présidée par Mao Zedong, rassemblant 662 délégués[52].
- 1er octobre : Mao Zedong proclame à Pékin la république populaire de Chine[52]. Mao Zedong devient le premier président de la république populaire de Chine. Zhou Enlai est nommé Premier ministre.
- 15 octobre : prise de Canton par les communistes chinois. Le gouvernement nationaliste du Kuomintang s’enfuit à Chongqing, puis à Chengdu le 25 novembre[52].
- 23 novembre : l’Union soviétique établit des relations diplomatiques avec Pékin et déclare à l’Organisation des Nations unies ne plus reconnaître la Chine nationaliste. Le 16 décembre, Mao Zedong se rend à Moscou pour y négocier avec Staline le pacte sino-soviétique[54].
- 9 décembre : repli à Taïwan du gouvernement nationaliste chinois de Tchang Kaï-chek[49].
- 27 décembre : prise de Chengdu par les communistes, qui achèvent la conquête du Sichuan[52].

### Proche-Orient
- 7 janvier, guerre israélo-arabe : les combats s’arrêtent entre l’Égypte et Israël quand la Grande-Bretagne menace d’intervenir contre Israël qui a pénétré dans le Sinaï[55].
- 25 janvier, Israël : élection de la première Knesset, qui se rassemble pour la première fois le 14 février. David Ben Gourion devient Premier ministre le 10 mars[56].
- 31 janvier : les États-Unis et la Turquie reconnaissent l’État d’Israël[57].
- 12 février : le guide suprême des Frères musulmans Hassan el-Banna est assassinée en Égypte. L’organisation est divisée entre partisans de l’action violente et pacifistes[58].

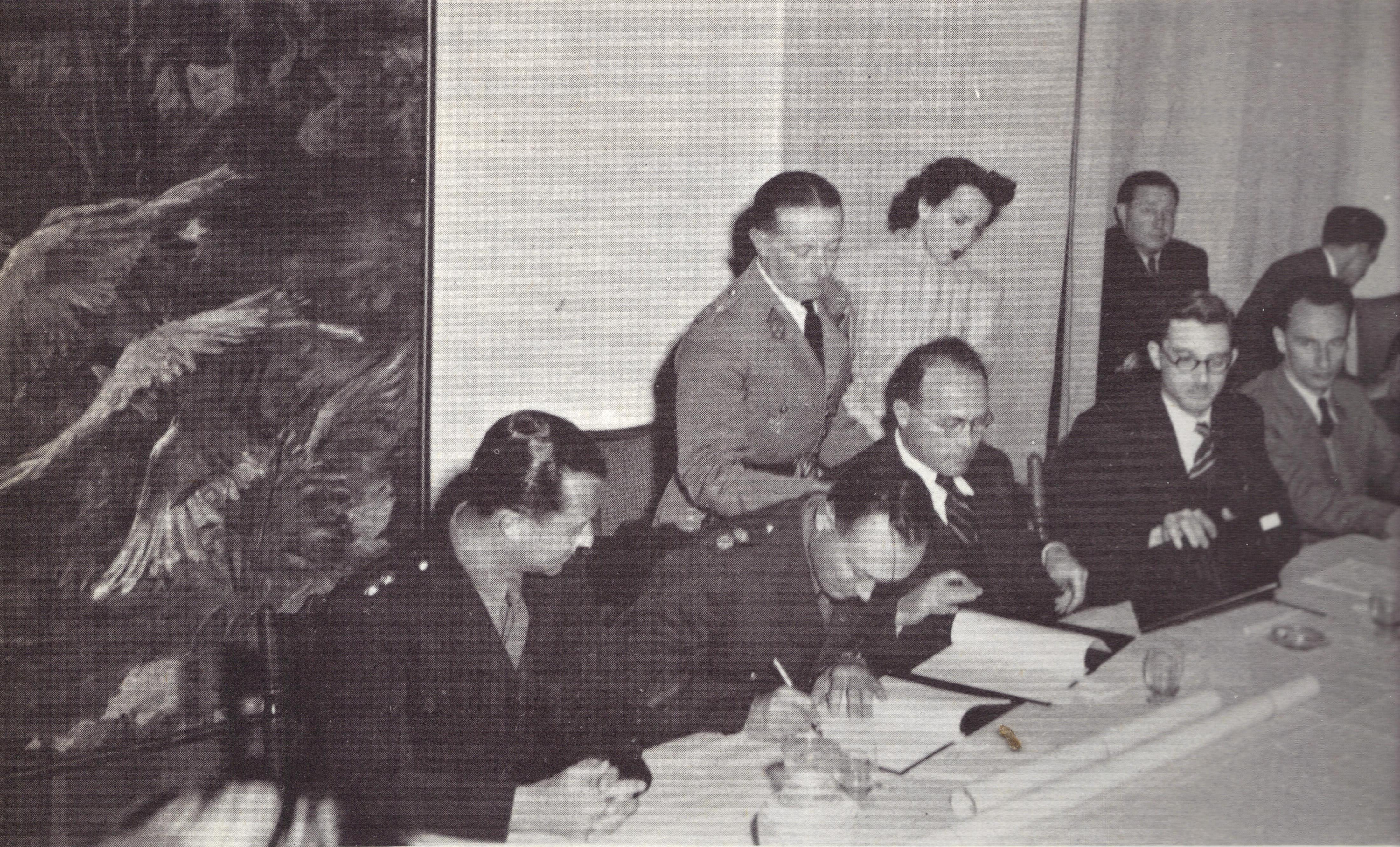
24 février : Moshe Dayan signant l’accord d’armistice.

- 24 février : signature de l’armistice à Rhodes entre l’Égypte et Israël. D’autres seront signés les mois suivants par Israël avec le Liban (23 mars), la Transjordanie (3 avril) et la Syrie (20 juillet)[55]. Des zones démilitarisées sont établies, la Jordanie fait des concessions territoriales à Israël, la Syrie évacue la Palestine.
- 4 mars : résolution 69 du Conseil de sécurité des Nations unies qui recommande à l’assemblée générale des Nations unies d’admettre Israël comme nouveau membre[57].

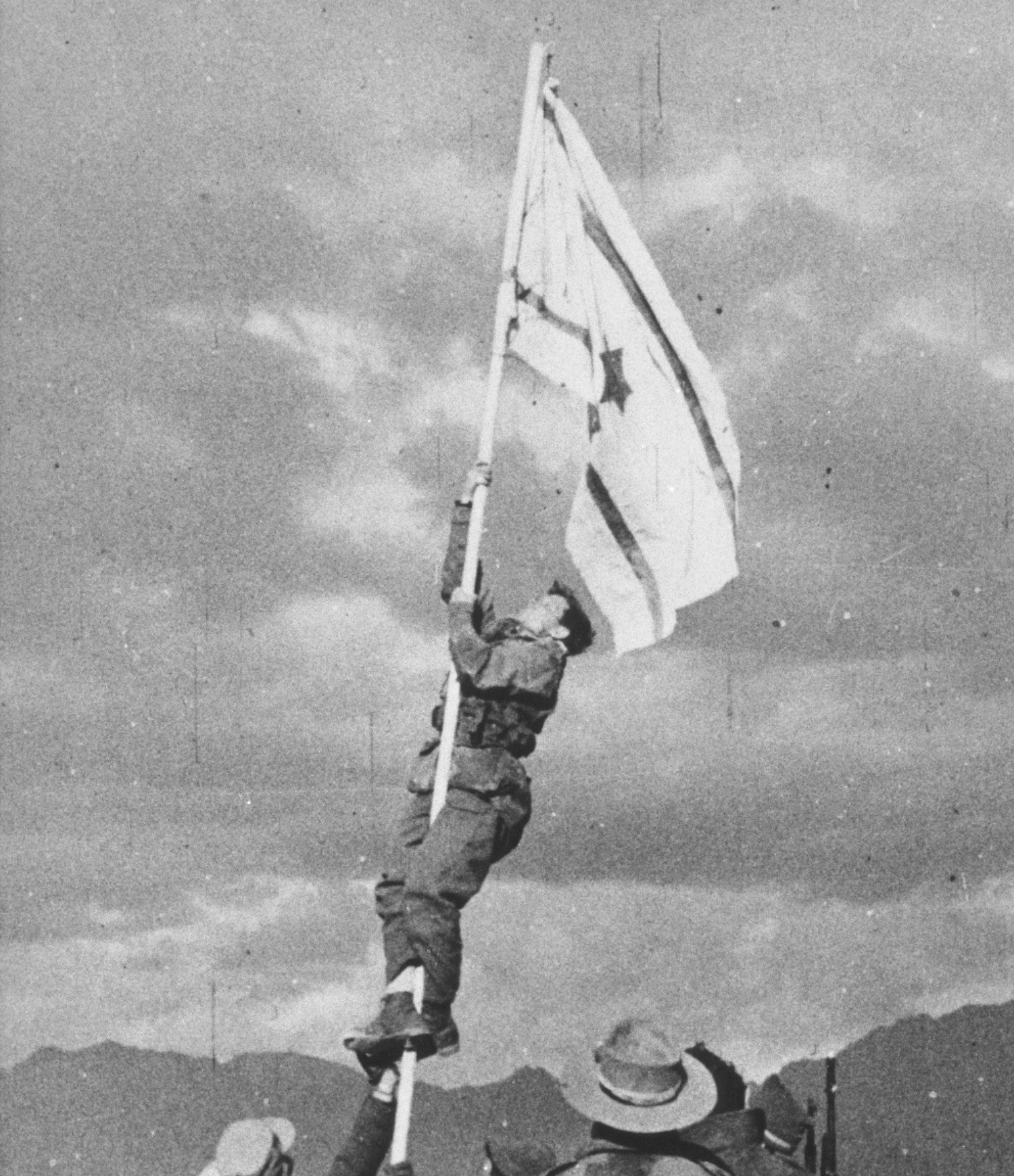
10 mars : prise d’Eilat. Un soldat lève un drapeau d’Israël improvisé (Ink Flag).

- 7 mars : les forces israéliennes lancent une dernière offensive sur le sud du Néguev et atteignent la mer Rouge le 10 mars. Les britanniques prennent position à Akaba pour protéger la Jordanie. Le cessez-le-feu est rétabli le 11 mars[55].
- 30 mars : coup d’État en Syrie des officiers Adib Chichakli et Husni al-Zaim, liés au parti socialiste arabe de Akram Hourani, encouragé par la CIA[59]. Ils arrêtent tous les dirigeants du pays. Zaim se fait nommer maréchal et établit de nombreuses réformes visant à laïciser la société et donne aux femmes des droits politiques.
- 13 avril : une délégation syrienne se rend à Bagdad. L’Irak et la Syrie négocient pour présenter une force commune dans les discussions d’armistice avec Israël. Les 16 et 17 avril, le Premier ministre irakien Nouri Saïd, accompagné des ministres de la Défense et des Affaires étrangères, est à Damas. Le régent d’Irak Abdul Illah souhaite relancer le projet de « Croissant fertile » visant à l’Union avec la Syrie[60]. Mais devant l’opposition conjointe de la France, de l’Égypte et de l’Arabie saoudite le président syrien Husni al-Zaim doit renoncer au projet d’union. Le projet ressurgit après la prise du pouvoir par Hinawi en Syrie, mais échoue finalement à cause de l’impopularité de la Grande-Bretagne en Syrie, le soutien de la France à l’opposition au projet et la menace d’Israël de mener une guerre préventive[59].
- 27 avril - 12 septembre : conférence de Lausanne portant sur la question des réfugiés arabes palestiniens. Les pays arabes sont prêts à les accueillir officiellement si Israël se soumet au plan de partage et accepte la réinstallation de 200 000 réfugiés sur son territoire[61]. Israël refuse et déclare que son territoire est désormais celui du partage plus les conquêtes de la guerre.
- 4 mai : Jérusalem devient la capitale d’Israël[56].
- 11 mai : Israël est admis à l’ONU[56].
- 25 juin : Husni al-Zaim est élu président de la république de Syrie comme candidat unique[59].

- Juin : début de l’opération Tapis volant ; environ 50 000 Juifs yéménites émigrent en Israël (fin en septembre 1950)[62].

- 8 juillet : Antoun Saadé, chef du Parti populaire syrien (PPS) est exécuté par les autorités libanaises après des combats de rue à Beyrouth[63].
- 14 août : Husni al-Zaim est renversé par un autre coup d’État et assassiné par un officier membre du PPS. Le nouveau chef de l’État, le colonel Hinawi, décide de gouverner avec des membres du parti du peuple. Michel Aflak, dirigeant du Ba’th est nommé ministre de l’Éducation et Hourani à l’Agriculture[59].
- 23 août : après l’échec de la commission de conciliation pour régler la question de Jérusalem, l’ONU la remplace par la mission économique Clapp. La mission Clapp suggère la mise en valeur économique de la région par une politique de grands travaux fondée sur l’emploi de la main-d’œuvre réfugiée. Le 8 décembre, elle crée l’UNRWA (United Nations Relief and Works Agency for Palestine Refugees in the Near East), agence chargée d’apporter des secours d’urgence et de programmer les grands travaux, financée par les États-Unis[64]. Elle se rend rapidement compte qu’Israël et les pays arabes ne collaboreront pas et que les réfugiés défendent leur identité et refusent toute réinstallation hors de chez eux. Ils se constituent en quartiers autonomes dans les villes ou dans des camps. L’agence se contente d’apporter de l’aide alimentaire, d’assurer la scolarisation et l’encadrement médical.
- 7 octobre : manifestation à Damas contre le projet de croissant fertile soutenu par les Britanniques[59].
- 14 octobre : l’Arabie Saoudite revendique un débouché sur le littoral entre le Qatar et Abou Dabi, ainsi que l’oasis de Buraymi. Les négociations de l’émir Fayçal avec les Britanniques n’aboutissent pas. La querelle reprend en février 1954 après l’avènement du roi Saoud, et après l’échec d’une commission internationale réunie à Cannes le 22 janvier 1955, les troupes britanniques occupent l’oasis de Buraymi le 20 octobre 1955[65].
- 15 novembre : les élections en Syrie donnent 51 sièges sur 114 au parti du peuple[59].
- 19 décembre : un troisième coup d’État est organisé par Adib Chichakli en Syrie[59].

### Europe

#### Europe de l’Est
- 1er janvier : premier Plan annuel en Roumanie[66], avec pour objectif d’augmenter la production de 40 %[67].
- 25 janvier : création à Moscou du CAEM, ou COMECOM, le Conseil d’assistance économique mutuelle (organe d’« entraide » économique entre les pays communistes), rassemblant au départ l'URSS, la Bulgarie, la Hongrie, la Pologne, la Roumanie, la Tchécoslovaquie puis l’Albanie en février[68].

- 3 février : procès Mindzenty en Hongrie. Le cardinal est condamné à la prison à vie pour trahison envers l’État hongrois[69].

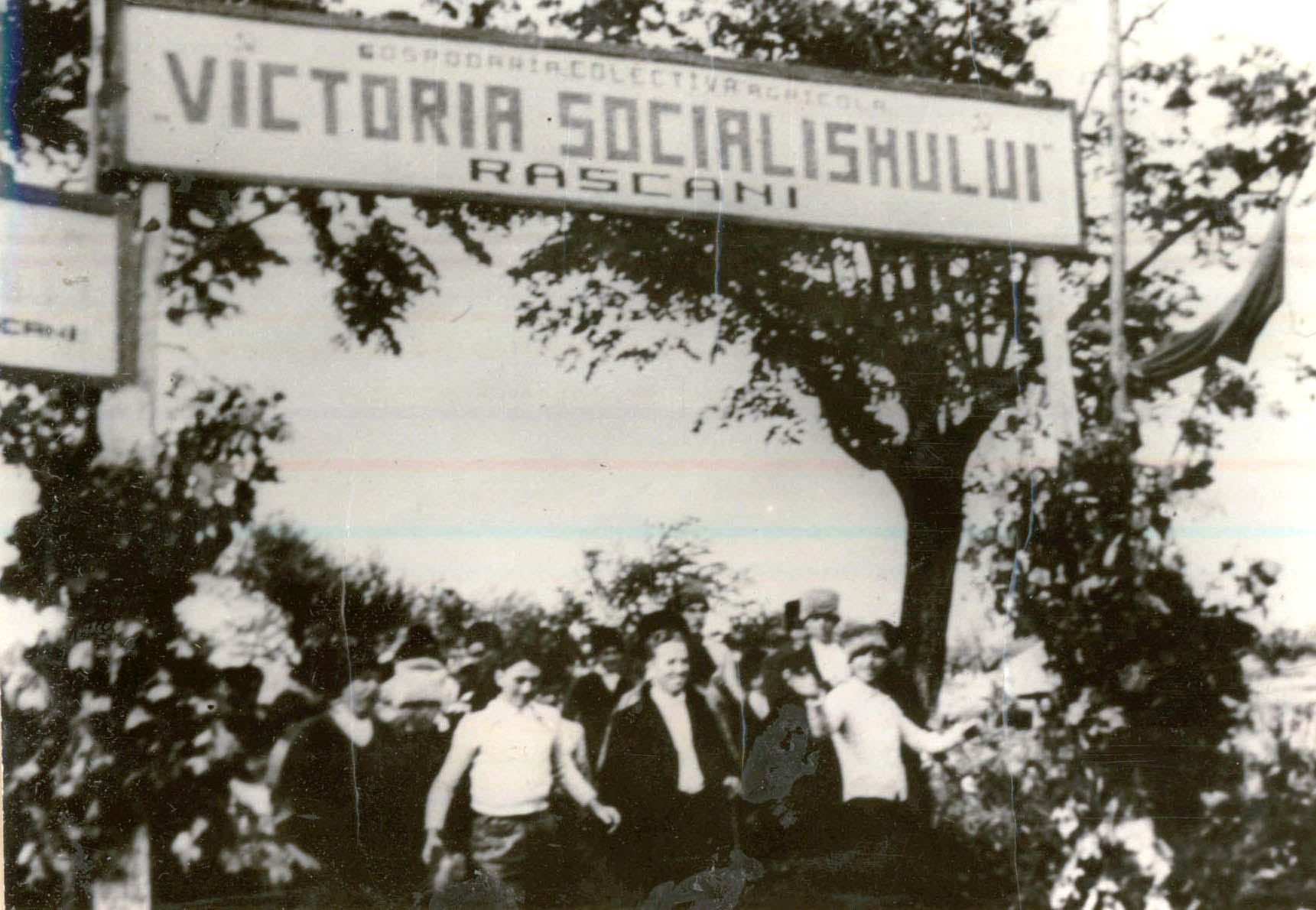
Mars : collectivisation en Roumanie. Une des premières fermes collectives créées à Rascani, dans le județ de Vaslui.

- 2 mars : décret ordonnant l’expropriation des propriétés de plus de 50 hectares en République populaire roumaine ; il est appliqué immédiatement  dans la nuit du 2 au 3 mars et 2 000 familles (plus de 3 000 personnes) sont expulsées et mises en résidence forcée. Du 3 au 5 mars, le plénum du comité central du PCR lance la collectivisation des terres, imposant la « restriction » puis la « liquidation » des chiaburi, les paysans riches (fin en 1962)[70].
- 25-28 mars : opération Priboï ( « Lame de fond » ) ; déportation par les Soviétiques de plus 90 000 civils estoniens, lituaniens et lettons, « familles de koulaks, nationalistes et bandits » (70 % des déportés sont des femmes et des enfants)[71],[72].

- 15 mai : aux élections parlementaires hongroises, une seule liste est proposée, composée exclusivement de communistes et de leurs partisans, celle du Front populaire, qui remporte 96,27 % des suffrages[73].
  - Début d’une campagne de collectivisation en Hongrie (1949-1950). En 1953, environ 20 % des paysans travailleront dans des kolkhozes[74]. La Hongrie nationalise de nombreuses industries, confisque les biens des paysans qui n’acceptent pas la collectivisation. Des milliers d’opposants sont envoyés en camps de travail.
- 15-16 mai : élections législatives est-allemandes[75].

- 1er juillet : le Saint-Office condamne la doctrine et la pratique politique du communisme sous peine d’excommunication. Le gouvernement polonais annonce le lendemain qu’il considère le décret comme un « acte d’agression politique » contre la république populaire et en interdit la publication. Il réplique le 5 août par un décret sur « la protection de la liberté de conscience et de confession en Pologne », qui vise les prêtres qui refuseraient les sacrements à des membres des partis au pouvoir. Le gouvernement polonais entreprend la lutte contre l’Église catholique dont l’influence est considérable en Pologne. Les institutions de bienfaisance (septembre), les écoles et les biens de l’Église sont nationalisés (Caritas en janvier 1950, les biens de la main morte par la loi du 23 mars 1950). Des centaines de prêtres sont arrêtés. Un accord est signé le 14 avril 1950 entre les représentants du clergé et le gouvernement[76],[77].
- 12 juillet : statut spécial pour les Juifs en République populaire roumaine, prévoyant une seule communauté par ville et leur réunion en une fédération dont le Conseil rabbinique est nommé par le ministre des cultes[78].

20 août : proclamation officielle de la République populaire de Hongrie.

- 20 août : proclamation de la république populaire de Hongrie. L’Assemblée adopte la nouvelle constitution[79].
- 29 août : explosion de la première bombe atomique soviétique[80] (ou le 14 juillet[81]). L’information est annoncée le 23 septembre[82].

- 16-24 septembre : procès et condamnation à mort de l’ancien ministre de l’intérieur László Rajk et de plusieurs autres membres du Parti des travailleurs hongrois, suivi d’une purge qui renforce le pouvoir communiste en Hongrie. Des centaines de responsables et de militants du parti clandestin d’avant-guerre passent par la torture et la prison[74].

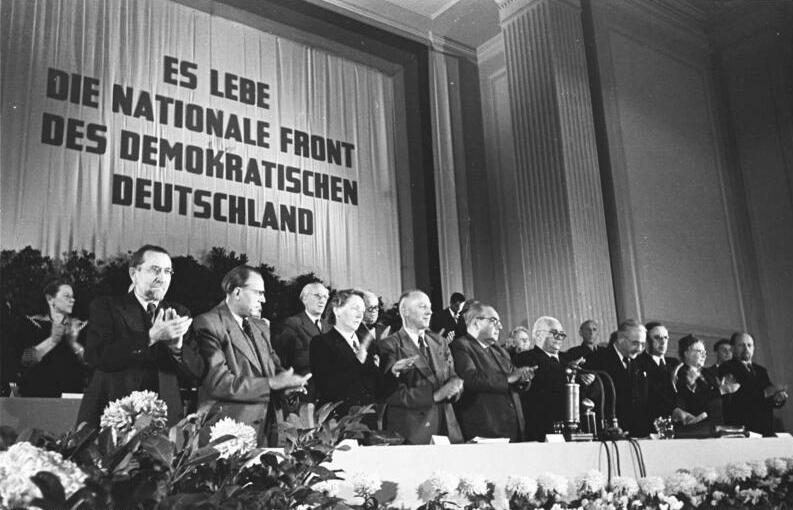
7 octobre : proclamation de la RDA.

- 7 octobre : proclamation de la République démocratique allemande (RDA) et de sa constitution[83].
- 15 octobre : exécution du ministre hongrois László Rajk, pour « titisme »[84].
- 20 octobre : la Yougoslavie est élue membre non permanent du Conseil de sécurité des Nations unies à la place de l’Ukraine, contre l’opposition des pays communistes[85].

- 6 novembre : le maréchal soviétique Constantin Rokossovski est nommé au poste de ministre de la Défense en Pologne par Bolesław Bierut[86].

- 10 décembre : le Parlement hongrois adopte la loi sur le plan quinquennal[84].
- 26 décembre : la république fédérale populaire de Yougoslavie signe un traité commercial avec la Grande-Bretagne[87]. Elle s’assure l’aide financière de la Banque d’import-export des États-Unis et de la Banque internationale de reconstruction et de développement.

#### Europe de l’Ouest
- 1er janvier : instauration du service militaire obligatoire au Royaume-Uni[88] (National Service Act de 1947). Il sera supprimé en 1954.

- 25 mars : arrestation du dirigeant communiste portugais Álvaro Cunhal qui est emprisonné à Peniche (évasion en janvier 1960)[89]

- 4 avril : naissance de l’Otan[90].
- 14 avril : fin du « procès des ministères », le dernier procès de Nuremberg contre les anciens chefs nazis[91].
- 18 avril : proclamation de la république d’Irlande[92].
- 20 avril : Congrès mondial des partisans de la paix, à Paris, du Conseil mondial de la paix[93].

- 4 mai : accord des Quatre Grands sur la levée du blocus de Berlin[94].
- 5 mai : traité de Londres. Création du Conseil de l’Europe, composé d’un comité des ministres, représentant les gouvernements des 10 États signataires, et d’une assemblée représentative[95].
- 8 mai : premier examen du projet de Loi fondamentale de la République fédérale d’Allemagne[96].
- 9 mai : début du règne du prince Rainier III de Monaco[97].
- 12 mai : levée du blocus de Berlin[96].
- 23 mai : entrée en vigueur de la Loi fondamentale (Grundgesetz), qui crée la République fédérale d’Allemagne (RFA)[96]. L’abolition de la peine de mort en Allemagne y est inscrite.
- 23 mai-20 juin : échec de la conférence des quatre puissances d’occupation sur le traité de paix allemand[98].

- 8 juin : publication à Londres du roman 1984 de George Orwell.

- 1er juillet : publication dans les Acta Apostolicae Sedis du décret par lequel le Saint-Siège excommunie les communistes et leurs alliés[99].

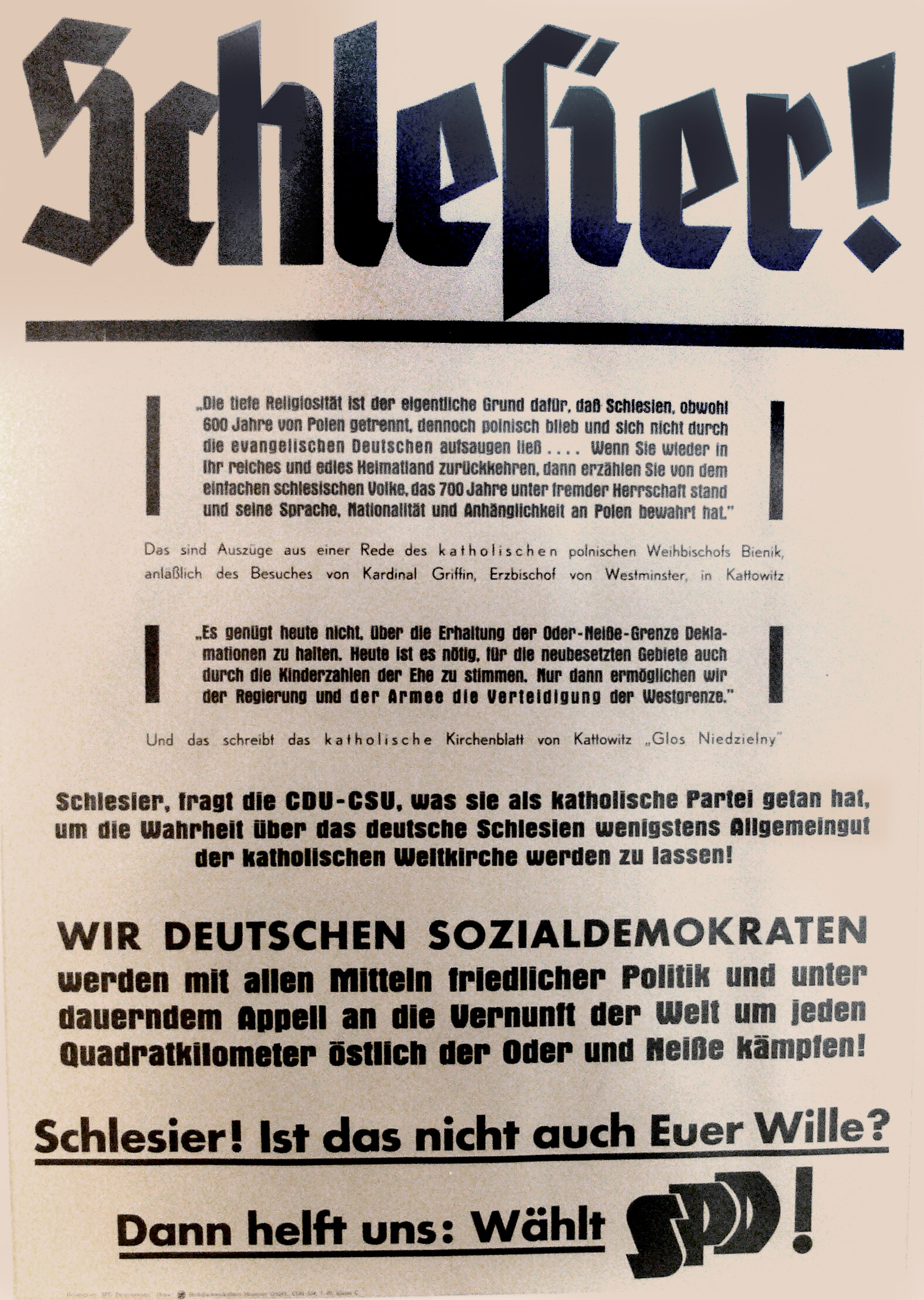
14 août : élection en Allemagne. Affiche électorale du SPD

- 14 août : élection du 1er Bundestag en Allemagne de l’Ouest. Victoire de la CDU/CSU (parti chrétien-démocrate) et du Parti allemand qui recueillent 34,6 % des voix et 139 sièges devant le SPD (parti social-démocrate) qui remporte 32,6 % des voix et 131 sièges[100].

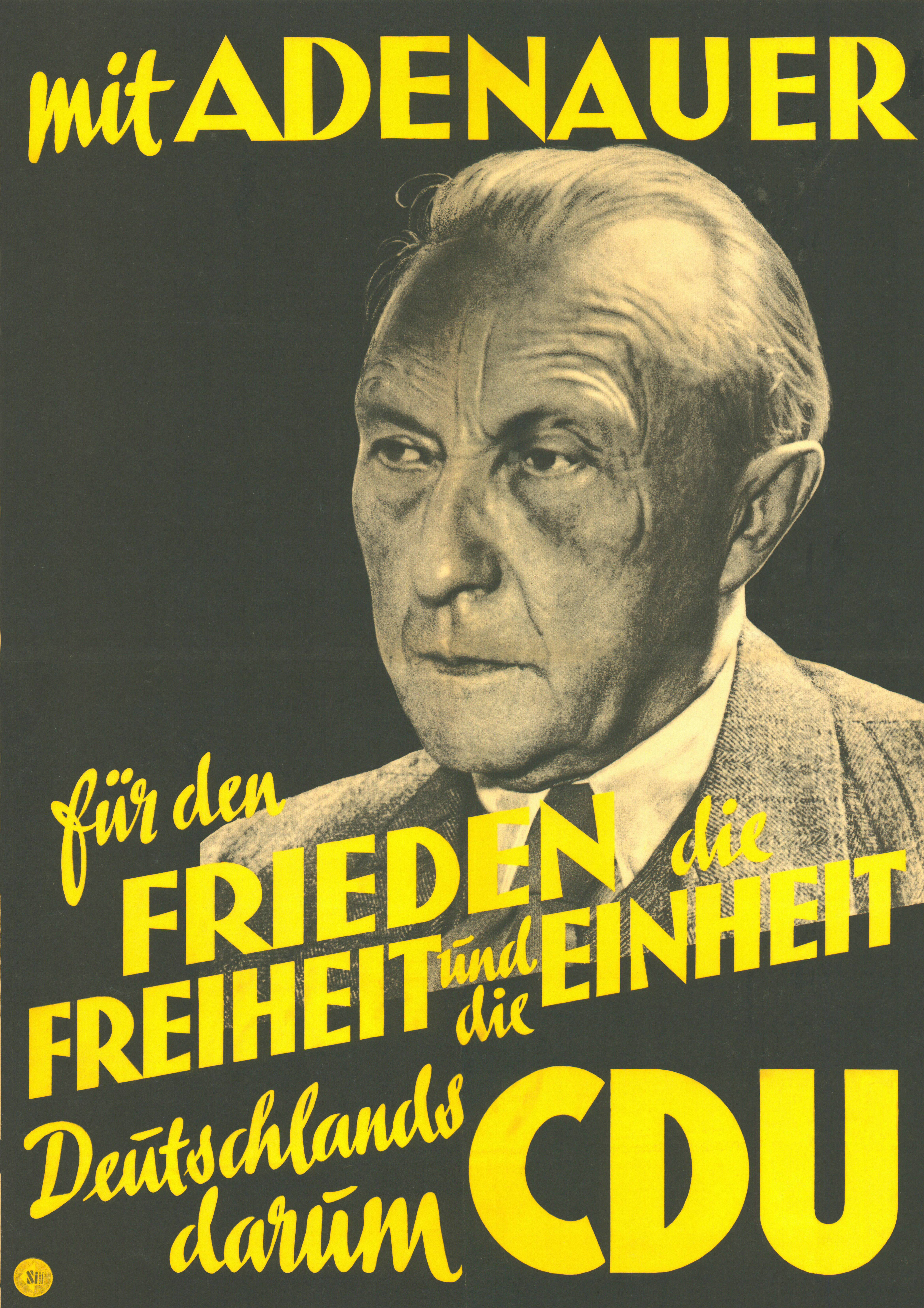
Portrait de Konrad Adenauer sur une affiche électorale.

- 15 septembre : élection de Konrad Adenauer au poste de Chancelier fédéral en RFA (fin en 1963). Il forme un gouvernement de coalition[101].
- 18 septembre : nouvelle crise monétaire au Royaume-Uni. Dévaluation de la livre sterling de 30,5 %[102].

- 10 octobre : le Parti travailliste obtient la majorité absolue aux élections législatives norvégiennes[103].
- 16 octobre : fin de la guerre civile en Grèce. Défaite des partisans communistes : le gouvernement de la Grèce libre suspend ses opérations à titre provisoire[104].

- 23 octobre : élections législatives islandaises. Ólafur Thors, président du Parti de l’indépendance (conservateur) forme un gouvernement minoriataie le 5 décembre[105].

- 13 novembre : le prix Nobel de la paix est attribué au Britannique Lord John Boyd Orr[106].
- 22 novembre : accord de Petersberg modifiant le statut d’occupation de l’Allemagne[98].
- 24 novembre : le Iron and Steel Act reçoit la sanction royale. Le projet de nationalisation de l’industrie sidérurgique britannique est voté après huit mois de guérilla parlementaire. La nationalisation prend effet le 15 février 1951[107],[108].
- 30 novembre : en France, le haut commissariat au ravitaillement supprime les tickets de rationnement[109].

- 16 décembre : Parliament Act au Royaume-Uni ; réduction d’un an du droit de veto suspensif de la Chambre Haute accordé en 1911[110].

## Décès en 1949

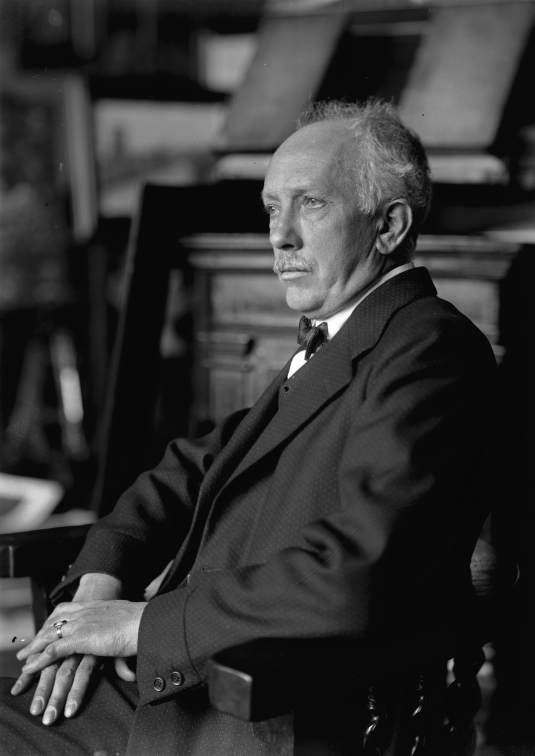
Richard Strauss.

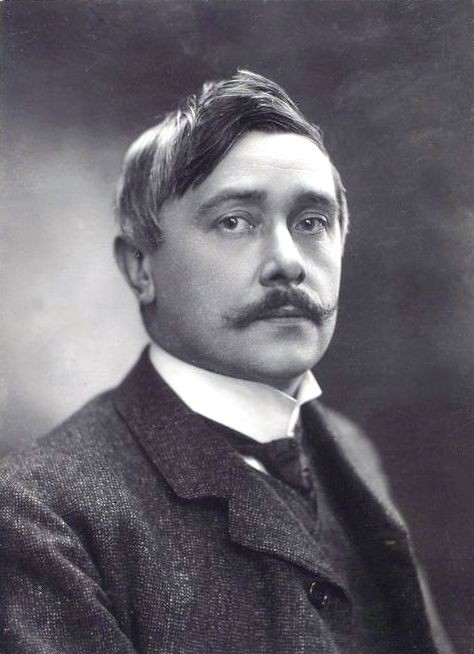
Maurice Maeterlinck

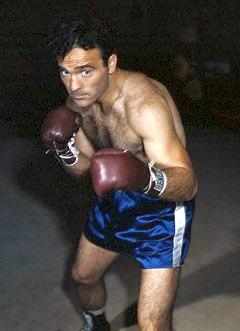
Marcel Cerdan

Personnalités majeures décédées en 1949
- 6 janvier : Victor Fleming, cinéaste américain.
- 11 mars : Henri Giraud, militaire français.
- 6 mai : Maurice Maeterlinck, écrivain francophone belge.
- 10 juin : Sigrid Undset, romancière norvégienne.
- 2 juillet : Georgi Dimitrov, homme politique bulgare.
- 16 août : Margaret Mitchell, romancière américaine.
- 7 septembre : José Clemente Orozco, peintre et muraliste mexicain.
- 8 septembre : Richard Strauss, compositeur et chef d'orchestre allemand.
- 20 octobre : Jacques Copeau, metteur en scène de théâtre français.
- 28 octobre : Marcel Cerdan, boxeur français.
- 19 novembre : James Ensor, peintre et graveur belge.
- 11 décembre : Charles Dullin, metteur en scène de théâtre et acteur français.